# Statussymbol

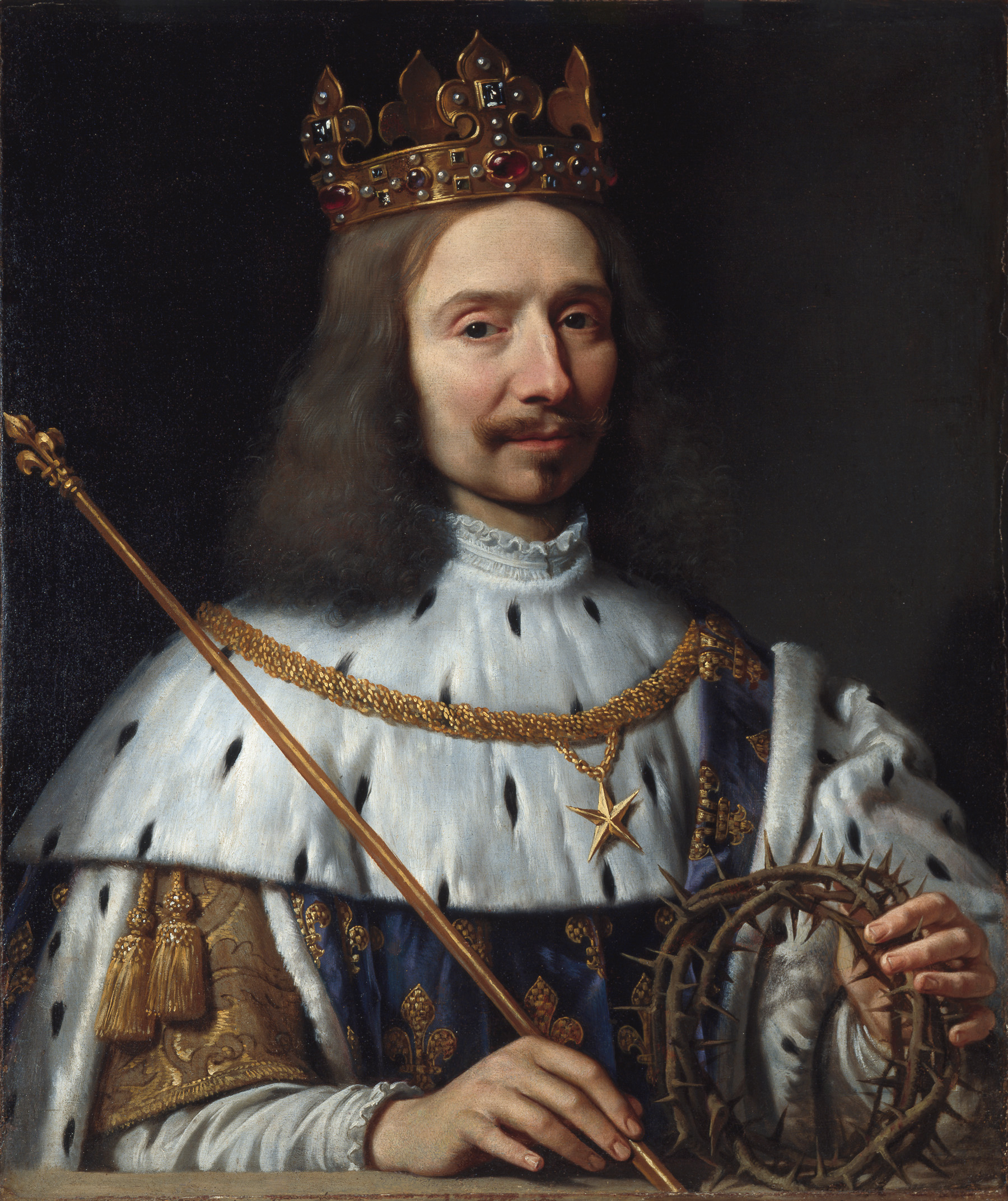
Krone, Zepter und Hermelinpelz als Statussymbole eines Herrschers, in der Hand als Mahnung die Dornenkrone, das Attribut Jesu Christi

Als Statussymbol oder Statusobjekt wird ein Objekt bezeichnet, das die Höhe des gesellschaftlichen Standes oder sozialen Status seines Besitzers oder Trägers zum Ausdruck bringt oder zum Ausdruck bringen soll. Ein Statussymbol soll umgekehrt ein Indikator für den gesellschaftlichen Status eines Menschen sein.

## Wortherkunft
Der Begriff „Statussymbol“ wurde erstmals 1955 in englischer Sprache verfasst, erlangte jedoch ab 1959 mit der Veröffentlichung des Bestsellers „The Status Seekers“ eine größere Verbreitung. Dort beschreibt der Journalist Vance Packard die soziale Strategie und das Verhalten in den USA. Der Begriff lässt sich auf das englische Wort „status“ (Status) und das griechische Wort „symbolon“ (Symbol) zurückführen. „Status“ bezieht sich auf die Position oder Stellung einer Person in der Gesellschaft, während „symbolon“ eine Zusammenfügung von zwei Hälften beschreibt, die gemeinsam eine Ganzheit oder Bedeutung ergeben. In diesem Kontext bezieht sich „Statussymbol“ also auf ein Symbol, das den sozialen oder wirtschaftlichen Status einer Person darstellt oder verkörpert.

## Geschichte

### Frühzeitgeschichte

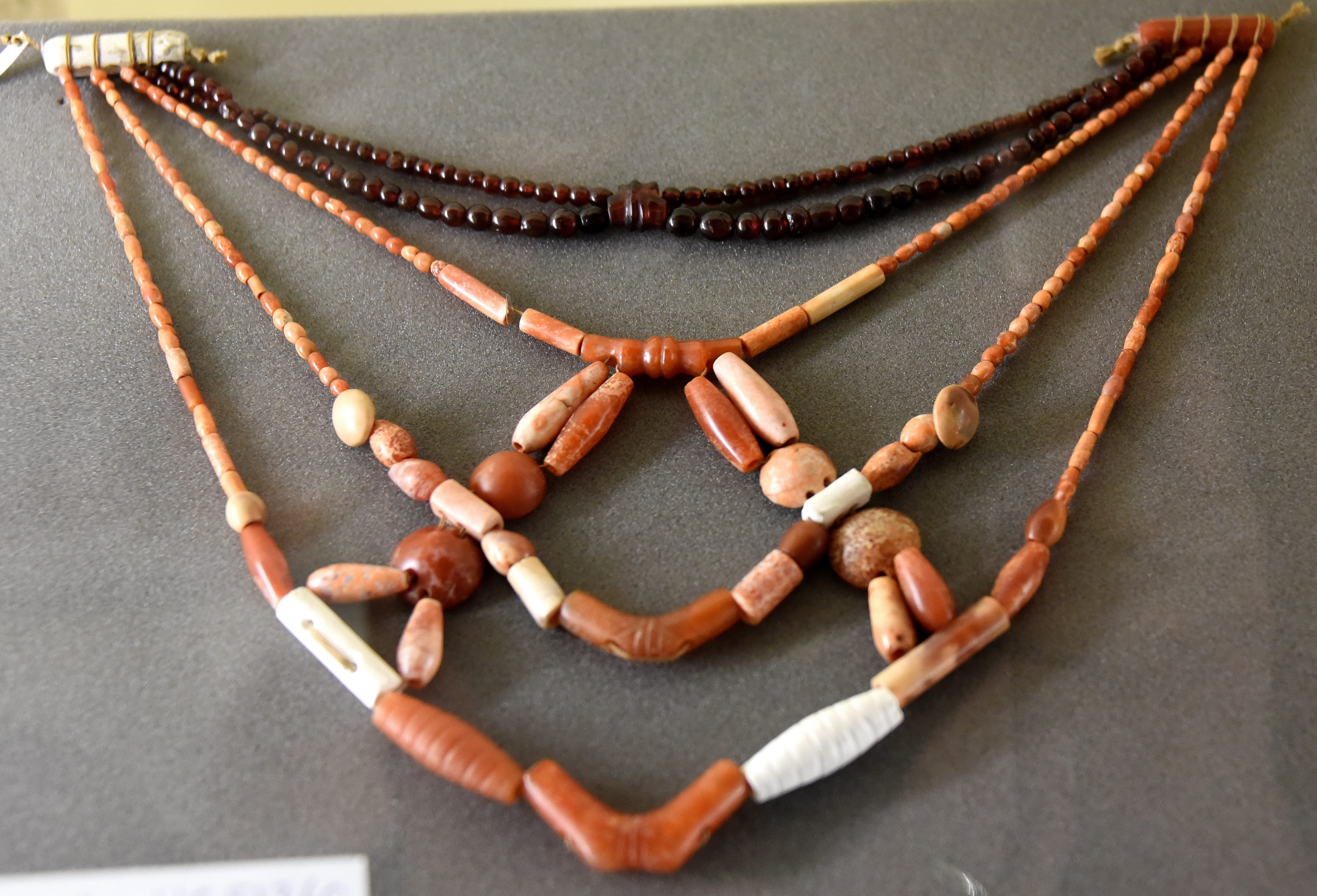
Halsketten mit verschiedenen Perlenarten (Karneol, Koralle und Granat) ca. 3000 v. Chr., Ägypten

In der Frühzeitgeschichte, als sich Gesellschaften erst entwickelten und sich von Jäger- und Sammlerkulturen zu sesshaften Gemeinschaften wandelten, gab es auch verschiedene Statussymbole, die innerhalb dieser frühen Gesellschaften eine Rolle spielten. Wie Schmuck z. B. aus Schneckenperlen, Ornamente, Körperbemalungen, Werkzeuge, Waffen, Rituale, Zeremonien und körperliche Merkmale wie Narben.

### Antike
Auch in der Antike gab es Statussymbole, die den sozialen oder wirtschaftlichen Status einer Person oder Familie repräsentierten. Beispiele für Statussymbole (welche vielfältig und stark von der jeweiligen Zivilisation und Kultur abhängig waren) antiker Kulturen waren etwa eine möglichst große Anzahl an Sklaven, die Farbe Purpur oder besonders schöne oder viele Trophäenfrauen.

### Mittelalter

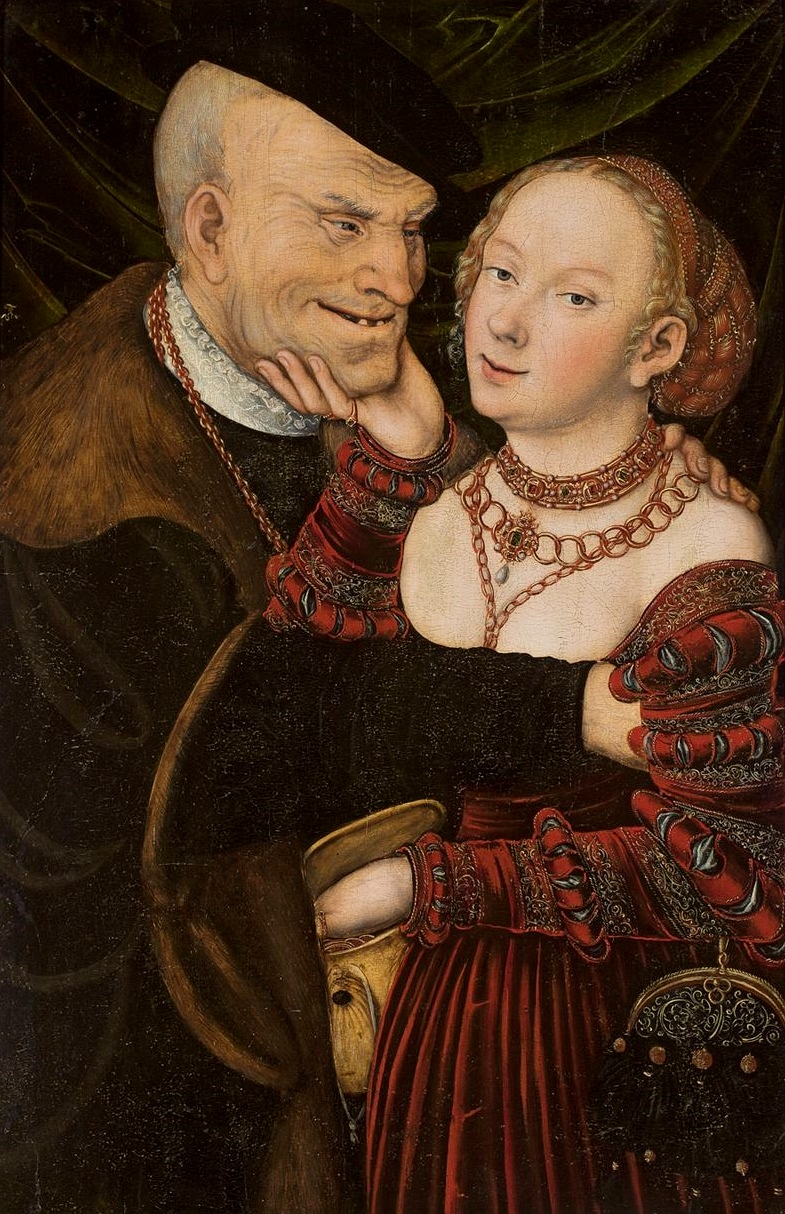
Das ungleiche Paar, von Lucas Cranach (um 1550), Nationalmuseum in Warschau

Das Mittelalter war stark hierarchisch und von feudalen Beziehungen geprägt. Die Symbolik entstand in analphabetischer Zeit, als durch Pikto- oder Hierogramme auf einen Statusträger aufmerksam gemacht wurde. In der ursprünglichen Bedeutung kann ein Statussymbol nur erworben werden, wenn sein Besitzer den entsprechenden Status bereits besitzt, zum Beispiel ein Monarch. Dabei können Gegenstände Statussymbole sein, beispielsweise Krone, Reichsapfel, Zepter oder Hermelinpelz. Im Mittelalter zählte zu den Statussymbolen des regierenden hohen Adels etwa auch die Stiftung und Ausstattung von Eigenkirchen sowie von Hausklöstern mit der Familiengrablege.

### Moderne Zeit

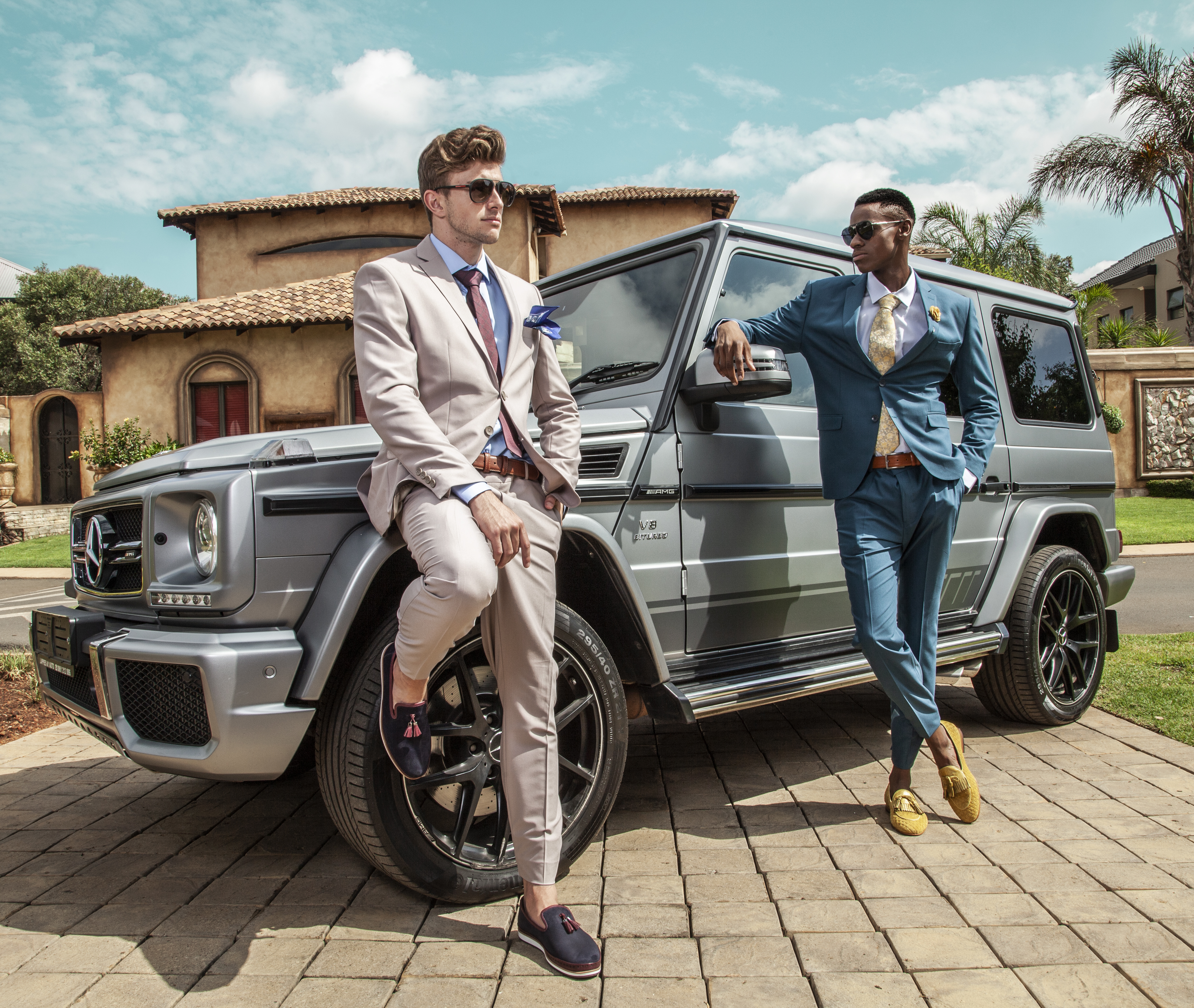
Mercedes-Benz G-Klasse

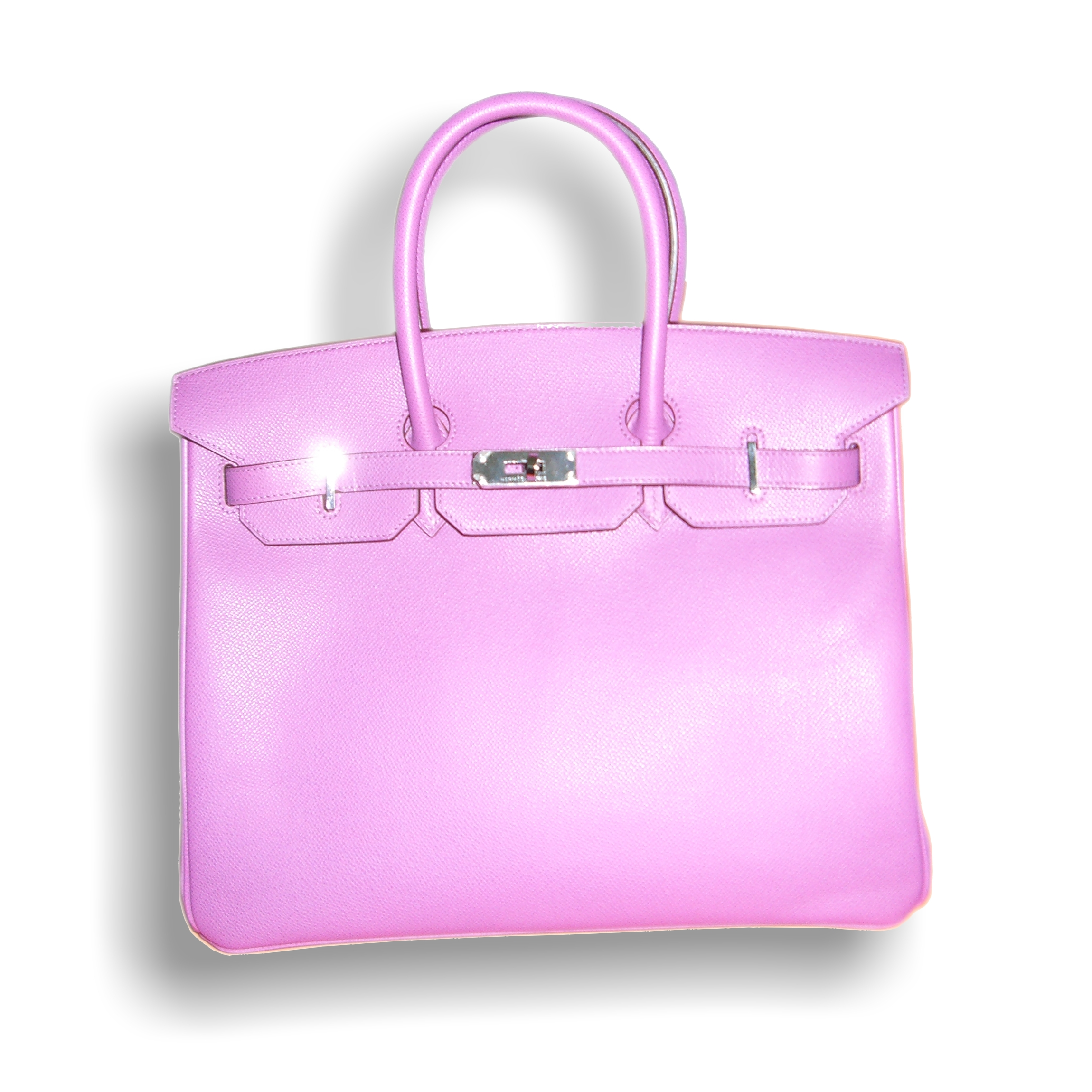
Birkin Bag aus rosa eingefärbtem Kalbsleder

Statussymbole haben in der modernen Zeit unterschiedliche Formen und variieren je nach Zeit, Ort und gesellschaftlichen Wertvorstellungen. Luxusgüter wie teure Markenkleidung, Schmuck, Autos, Handtaschen und Elektronik werden oft als Statussymbole betrachtet, da sie den finanziellen Wohlstand und den Geschmack einer Person repräsentieren können. Wer einen in einem bestimmten Milieu üblichen Kleidungsstil trägt lässt erkennen, dass er dazugehört.
Große Yachten mit ganzjährig unterhaltener Besatzung etwa gelten als Statussymbole neureicher Milliardäre, etwa von Ölscheichs oder russischen Oligarchen. Immobilien, große und beeindruckende Häuser oder Wohnungen in exklusiven Wohngebieten gelten als Statussymbole, da sie den sozialen Stand und den Erfolg eines Individuums zeigen können. Auch werden gerne Häuser oder Wohnungen in weltweit renommierten Metropolen oder aufwändig ausgestatteten Chalets in angesagten Ski-Orten wie Courchevel dazu benutzt. Häuser, Chalets oder Yachten konzentrieren sich meist an wenigen Orten, wo andere Besitzer entsprechender Statussymbole sie sehen und besuchen können.
Ein höherer Bildungsabschluss, wie ein Universitätsabschluss von einer renommierten Institution, kann als Statussymbol dienen und auf intellektuellen Erfolg hinweisen. Wer über viele wissenschaftliche Bücher verfügt, zeigt höhere Bildung an. Vor der Erfindung des Buchdrucks war der Besitz einer großen Sammlung mühsam von Hand kopierter Bücher ein Symbol für Reichtum und Gelehrsamkeit. In späteren Jahrhunderten wurden Bücher (und Alphabetisierung) immer häufiger, sodass eine Privatbibliothek als Statussymbol weniger selten wurde, obwohl eine umfangreiche Sammlung immer noch Respekt einflößen soll. Die berufliche Position, wie eine hohe Position in angesehenen Unternehmen oder Berufen, wie Geschäftsführer, Ärzte oder Anwälte, werden oft als Statussymbole angesehen, da sie Macht, Einfluss und Einkommen repräsentieren können, oder derer öffentlichen Abzeichen oder Rangstellung.

Reservierter Parkplatz eines Direktors als Statussymbol – Städtisches Klinikum Dresden

Reisen und Urlaub in exotische Reiseziele, Luxusresorts und internationale Reisen können als Indikator für finanzielle Mittel und Freizeit angesehen werden. Besitz von neuesten technologischen Geräten wie Smartphones, Tablets oder Laptops kann als Zeichen für modernen Lebensstil und technologische Affinität dienen. In den sozialen Medien eine große Anzahl von Followern, Likes und Kommentaren zu haben, kann als virtuelles Statussymbol betrachtet werden und auf Popularität und Einfluss hinweisen. Schnelle und teure Sportwagen werden als Symbol für Stärke, Geschwindigkeit und Reichtum angesehen. Der Besitz von teuren Gemälden, Skulpturen oder Antiquitäten kann als kulturelles Statussymbol dienen. Gesellschaftliche Ereignisse wie die Teilnahme an exklusiven Veranstaltungen, Galadiners oder Charity-Veranstaltungen kann den sozialen Status einer Person hervorheben. Oder die Zugehörigkeit zu einer sozialen Gruppe oder die Partnerschaft zu einflussreichen, angesehenen oder mächtigen Menschen oder auch die erkennbare Mitgliedschaft in einem exklusiven Golfclub oder weiteres sein.
Für den Betrachter können auch Gegenstände zum Indikator für den Status eines Menschen werden, die von dem Träger nicht unbedingt mit dieser Absicht gekauft und/oder getragen wurden.  Dient eine Marke eines Produktes als Statussymbol, so ist das Produkt meist markentransparent, das heißt die Marke ist gut am Produkt sichtbar, so dass sie als Statussymbol erkannt werden kann.

## Psychologische Interpretation
Die Psychologin Christiane Gelitz schrieb 2022, der Mensch sei kein Einzelgänger, sondern lebe seit jeher in der Gruppe. Das sei früher für das Überleben unverzichtbar gewesen und somit gehöre gesellschaftliche Akzeptanz zu den menschlichen Grundbedürfnissen. Soziale Isolation, auch als Einsamkeit bezeichnet, sei hingegen ein bedrohliches Szenario und daher sei jeder bewusst oder unbewusst bestrebt, diese belastende Situation zu vermeiden. Unser aller Ziel sei also, von einer Gruppe akzeptiert und anerkannt zu werden.
Laut Studien soll, wer sich mit Statussymbolen schmückt, etwa in den sozialen Medien, weniger zugetraut werden,  das Wohl anderer über die eigenen Interessen zu stellen. Daher sollen die meisten lieber mit bescheideneren Menschen zusammen arbeiten wollen.